# Zona Sudeste de São Paulo
A Zona Sudeste de São Paulo é uma região administrativa estabelecida pela Prefeitura de São Paulo englobando as Subprefeituras da Mooca, de Aricanduva, de Vila Prudente e do Ipiranga. Forma com as zonas leste 1 e 2 a macrozona conhecida simplesmente como "zona leste", à exceção da subprefeitura do Ipiranga.
De acordo com o censo de 2000, tem uma população de 1.522.997 habitantes e renda média por habitante de R$ 2.441,40.
A região é a mais desenvolvida da zona leste do município, contando com um alto grau de verticalização em determinados pontos dos distritos do Tatuapé, Água Rasa, Ipiranga, Mooca, Vila Formosa, Aricanduva e Vila Prudente. Suas principais vias são as avenidas Salim Farah Maluf, que faz a ligação da Vila Prudente com a Marginal Tietê no Tatuapé; Luís Inácio de Anhaia Melo, que liga os distritos da Vila Prudente, São Lucas e Sapopemba; Vereador Abel Ferreira, que liga os distritos da Água Rasa e Vila Formosa, avenida Sapopemba, a maior avenida do Brasil, que tem início na Água Rasa e término no município de Ribeirão Pires; avenida Aricanduva, que liga a região sudeste à Zona Leste 1; Radial Leste, que faz a ligação da zona leste com o centro; e a Avenida do Estado, que começa na Marginal Tietê, passa pelo centro, Ipiranga, Vila Prudente, São Caetano do Sul, Santo André e Mauá, Terminando no Distrito de São Mateus em São Paulo.

## Subprefeitura da Mooca
Compreende a região formada pelos distritos da Mooca, Brás, Belém, Pari, Água Rasa e Tatuapé.
É a mais desenvolvida, contando com estações de metrô, verticalização, e uma intensa urbanização, que faz com que se perca a noção dos limítes físicos de seus distritos. Está próxima ao centro, por isso concentra uma maior movimenteção em suas vias, e um processo maior de desenvolvimento.
Os principais pontos de destaque da região são os Shoppings Metrô Tatuapé e Boulevard Tatuapé

## Subprefeitura da Vila Prudente

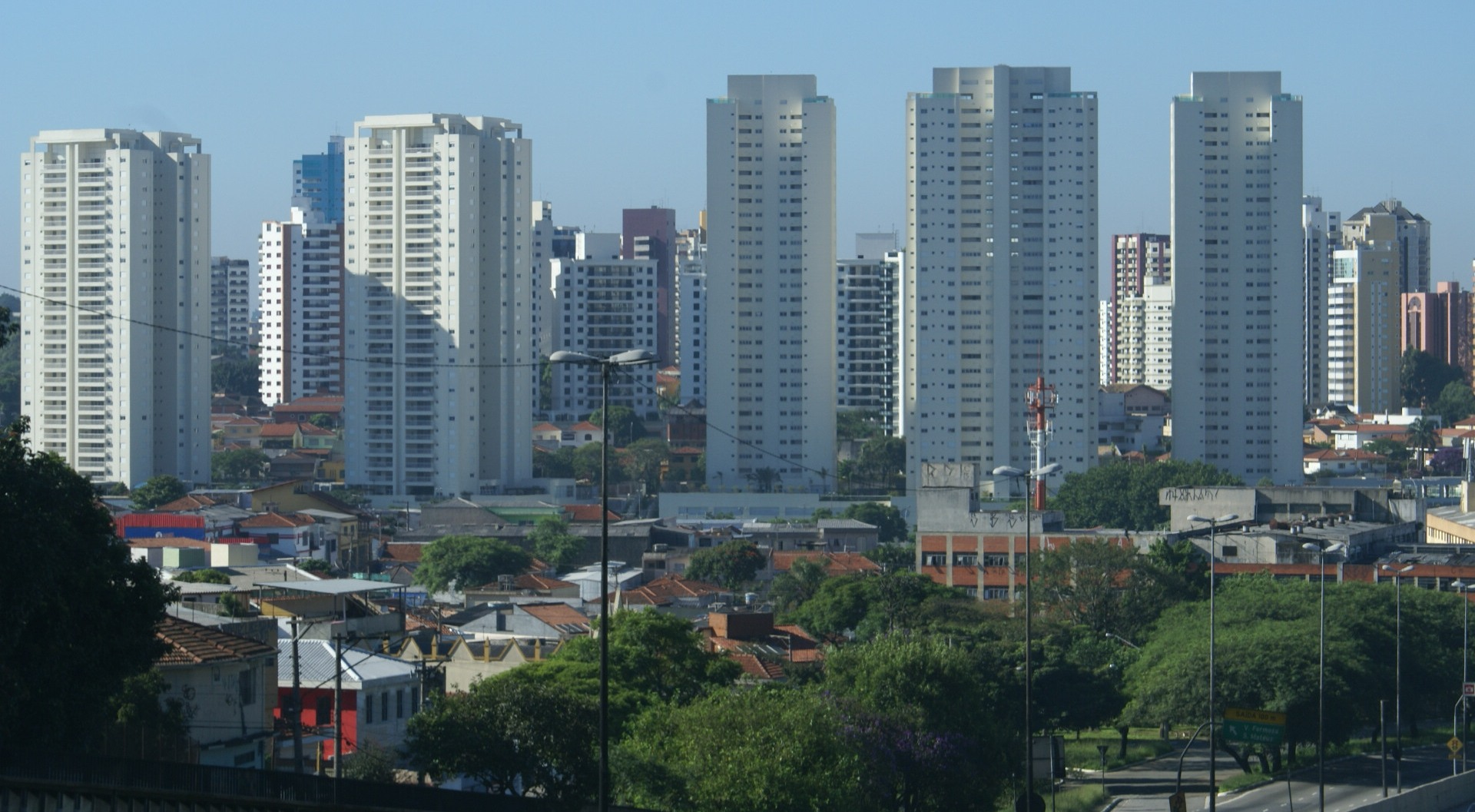
Jardim Avelino visto da divisa da Água Rasa e Vila Prudente. Atualmente, o bairro é uma das regiões mais valorizadas da zona leste do município.

Compreende a região formada pelos distritos da Vila Prudente e São Lucas. É uma região que está sofrendo uma forte transformação em seu tecido urbano, na região da Vila Prudente e São Lucas, com a construção do Expresso Tiradentes e da Estação Vila Prudente. O bairro do Jardim Avelino, na Vila Prudente, está sendo alvo de uma forte especulação imobiliária, com a construção de vários condomínios verticais de alto padrão. Atualmente, é um dos bairros mais nobres e arborizados da Zona Leste paulistana.
Na região ainda se encontra o Central Plaza Shopping, e diversas agências de automóveis na Avenida Professor Luis Ignácio de Anhaia Mello.
Apesar do desenvolvimento da área, Sapopemba, o distrito mais próximo da periferia leste do município, apesar de estar a uma grande distância dos bairros periféricos, é um distrito horizontal de classes média baixa e baixa.

## Subprefeitura do Ipiranga

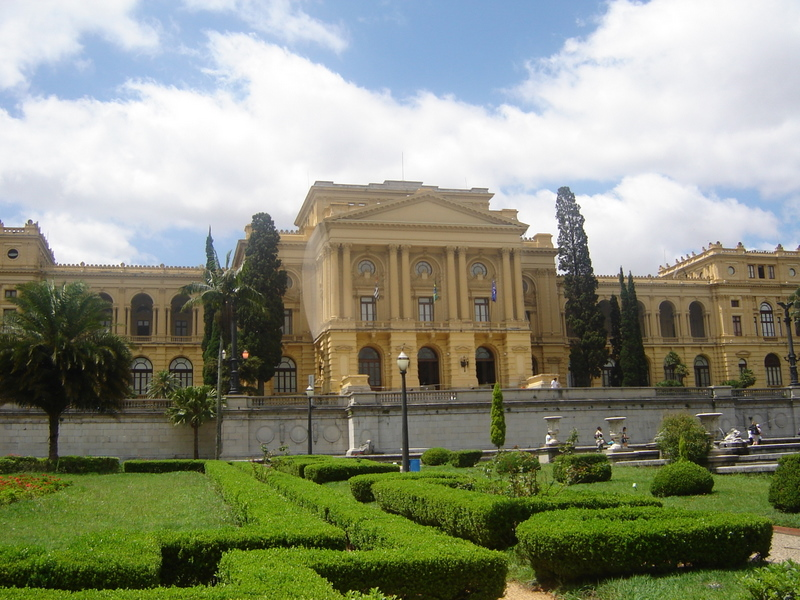
Museu do Ipiranga, um dos mais renomados pontos turísticos do município.

Compreende a região formada pelos distritos do Ipiranga, Cursino e Sacomã.
É uma região em desenvolvimento na Zona Sul de São Paulo. No Ipiranga, está localizada a maior favela de São Paulo, a Cidade Nova Heliópolis, a qual compreendia uma grande área que hoje é definida pelo Sacomã. Passou por um intenso processo de urbanização, e hoje concentra uma área verticalizada, com condomínios populares e diversas ações sociais, diminuindo a área horizontal, carente e desorganizada formada pela favelização.
Tem destaque para o Museu do Ipiranga, Parque da Independência, Expresso Tiradentes, Zoológico de São Paulo, Museu de Zoologia da USP, Centro de Exposições Imigrantes e acesso às rodovias Anchieta e Imigrantes.

## Subprefeitura do Aricanduva/Vila Formosa
Compreende a região formada pelos distritos de Aricanduva, Carrão e Vila Formosa. Está sofrendo um intenso processo de urbanização e verticalização. Em destaque estão o Shopping Aricanduva Cemitério de Vila Formosa, os maiores da América Latina, o CERET e o Jardim Anália Franco, que são locais contíguos a outros distritos da subprefeitura da Mooca, devido à urbanização dos tecidos urbanos contíguos. Está tendo um forte desenvolvimento, devido à ocupação de outras regiões do município estarem atingindo seu ponto máximo.

## Sub-Região Sudeste da Grande São Paulo
Com a Lei Complementar nº 1.139, de 16 de junho de 2011, aprovada pela Assembléia Legislativa do Estado de São Paulo, e, consequentemente, com o Plano de Desenvolvimento Urbano Integrado da Região Metropolitana de São Paulo (PDUI), os municípios da Região Metropolitana de São Paulo também passaram a ser zoneadas de acordo com as sub-regiões da capital.

Desta forma os municípios de Diadema, Mauá, Ribeirão Pires, Rio Grande da Serra, Santo André, São Bernardo do Campo e São Caetano do Sul, juntamente com os bairros da Zona Sudeste do município de São Paulo passam a formar a Zona Sudeste da Grande São Paulo.